# QuickTime文件格式
QuickTime文件格式（QuickTime File Format，QTFF）是一种用于QuickTime框架的计算机檔案格式。

## 设计
该格式定义了一种多媒体容器，允许包含一个或多个轨道，每个轨道中存储一种特定类型的数据——包括音频、视频或文字（比如字幕）。每个轨道可以包含一个数字编码的媒体串流（使用某种特定的格式），或一个指向其他文件中媒体串流的引用。轨道保存在一个分层数据结构中，该数据结构由被称作原子（atoms）的对象所组成。每个原子可以作为其他一些原子的父元素，也可包含媒体或编辑数据。
这种可以容纳指向其他媒体数据的抽象数据的能力，以及将媒体数据从媒体偏移和轨道编辑列表分离的特性，使得QuickTime格式非常适合编辑，因为它允许原位导入和编辑（而不需要复制数据）。其后发展起来的一些媒体容器格式因为缺乏摘录的概念，所以必须在编辑之后重写所有的媒体数据，例如微软的Advanced Systems Format以及Matroska、Ogg等。

## 与MP4的关系
因为QuickTime和MP4容器可以使用相同的MPEG-4格式，所以在一个仅支持QuickTime的环境中它们是可以互换的。 MP4是一个国际标准，因而被更广泛地支持，特别体现在硬件设备上，比如索尼PSP和各种DVD播放器；而在软件方面，大多数DirectShow和Video for Windows编码工具包都包含MP4解析器（paser），而不包含QTFF解析器。
在QuickTime Pro的MPEG-4导出对话框中，选项“Passthrough”允许纯导出MP4而不影响音频或视频流。

## 扩展
国际标准化组织（ISO）批准QTFF作为MPEG-4文件格式的基础。MPEG-4文件格式标准建立在2001年发布的QuickTime格式规范的基础上。作为对1999年发布的MPEG-4 Part1: 系统规范(ISO/IEC14496-1:2001)的修订，MP4（.mp4）文件格式在2001年发布。2003年，修订了第一版MP4格式，并由MPEG-4 Part 14: MP4文件格式（ISO/IEC14496-14:2003）取代先前格式。MP4文件格式被收录进了ISO基础媒体文件格式（ISO/IEC14496-12:2004），其定义了基于时间的媒体文件的一般结构。它也被多次用作其他多媒体格式的基础（例如3GP、Motion JPEG 2000）。官方注册机构的网站www.mp4ra.org列出了所有登记的针对ISO基础媒体文件的扩展。苹果公司是“MP4 Family”文件的注册机构，命名于MPEG-4 Part 12的附录D（资料）中。